# Mahdia (délégation)
Pour les articles homonymes, voir Mahdia (homonymie).
Mahdia est une délégation tunisienne dépendant du gouvernorat de Mahdia.
En 2014, elle compte 79 545 habitants dont 39 153 hommes et 40 392 femmes répartis dans 20 447 ménages et 29 205 logements.